# Jassem Gaber
 (novembre 2022).
Si vous disposez d'ouvrages ou d'articles de référence ou si vous connaissez des sites web de qualité traitant du thème abordé ici, merci de compléter l'article en donnant les références utiles à sa vérifiabilité et en les liant à la section « Notes et références ».
Jassem Gaber (en arabe : نايف عبدالرحيم الحضرمي), né le 20 février 2002, est un footballeur international qatarien, qui évolue au poste de défenseur central avec l'Al-Arabi SC.

## Biographie

### Carrière en club
Jassem Gaber est formé par l'Aspire Academy. C'est avec l'Al-Arabi SC qu'il fait ses débuts en professionnel, jouant son premier match le 23 août 2019, lors d'une rencontre de championnat face à l'Al-Ahli SC. Remplaçant ce jour-là, il entre au jeu à la 89e à la place d'Ahmed Fatehi. L'Al-Arabi SC s'impose sur le score de trois buts à un.

### Carrière internationale
Le 11 novembre 2022, il est sélectionné par Félix Sánchez Bas pour participer à la Coupe du monde 2022.